# Bełcząc (Lublin)
Pour les articles homonymes, voir Bełcząc.
Bełcząc (prononciation [ˈbɛu̯t͡ʂɔnt͡s]) est un village de la gmina de Czemierniki du powiat de Radzyń Podlaski dans la voïvodie de Lublin, situé dans l'est de la Pologne.
Il se situe à environ 4 kilomètres à l'ouest de Czemierniki (siège de la gmina, 14 kilomètres au sud de Radzyń Podlaski (siège du powiat) et 47 kilomètres au nord de Lublin (capitale de la voïvodie).

## Histoire
De 1975 à 1998, le village est attaché administrativement à la voïvodie de Biała Podlaska.

Depuis 1999, il fait partie de la nouvelle voïvodie de Lublin.